# Andréa Belliger

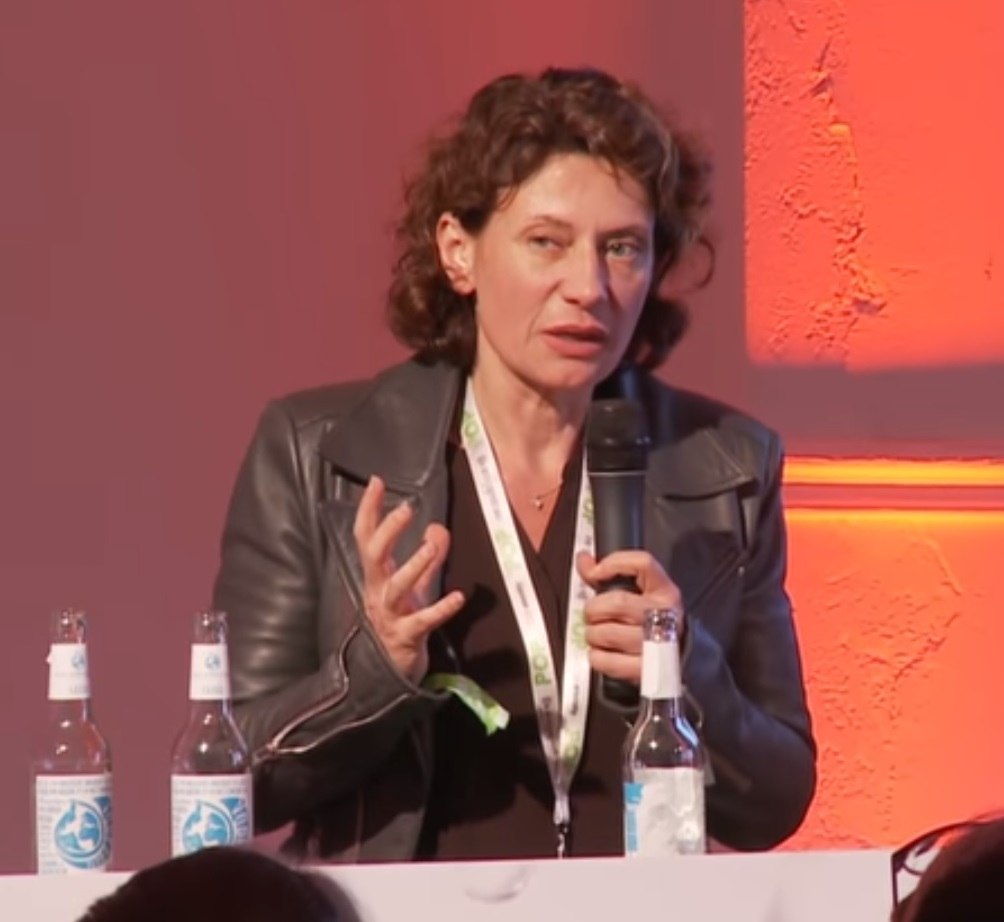
Andréa Belliger (2018)

Andréa Belliger (* 1970) ist eine schweizerische Hochschullehrerin, Managerin von Bildungseinrichtungen und Autorin zu Digitalisierungsthemen.

## Werdegang
Belliger studierte von 1989 bis 1994 Theologie, Philosophie und Geschichte an der Universität Luzern sowie der Universität Strassburg (Erasmus) und schloss mit dem Lizentiat in Katholischer Theologie ab. Es folgten Aufbaustudien an den Universitäten Athen und Zürich. Von 1996 bis 2000 war sie wissenschaftliche Mitarbeiterin an der Theologischen Fakultät sowie der Geistes- und Sozialwissenschaftlichen Fakultät der Universität Luzern. Mit einer ökumenischen Studie zu wiederverheirateten Geschiedenen im Blick auf die römisch-katholische und die griechisch-orthodoxe (Rechts-)Tradition der Unauflöslichkeit der Ehe wurde sie dort 1999 zur Dr. theol. im Fachbereich Kirchenrecht-Staatskirchenrecht/Ökumene promoviert. Im Jahr 2000 absolvierte sie ein Entrepreneurship-Program an der MIT Sloan School of Management in Boston. Von 2001 bis 2006 war sie Co-Leiterin des von ihr mitbegründeten und aufgebauten Instituts für Kommunikation und Kultur an der Sozial- und Geisteswissenschaftlichen Fakultät der Universität Luzern.
Seit 2003 ist sie Co-Leiterin des Instituts für Kommunikation & Führung (IKF), eines privaten Forschungs- und Weiterbildungszentrums in Luzern. Von 2007 bis 2023 war sie zudem Leiterin des Bereichs Dienstleistungen und Prorektorin der Pädagogischen Hochschule Zentralschweiz in Luzern. 2009 wurde sie dort zur Professorin ernannt, sie leitet den CAS-Studiengang eLearning Design. Von 2013 bis 2016 absolvierte sie noch einen Master of Business Administration am Zentrum für Unternehmungsführung (ZfU). Sie berät Organisationen zu Fragen von Trends und Veränderungen im gesellschaftlichen Kommunikationsverhalten und zu den Hintergründen digitaler Transformation, insbesondere in den Bereichen Wirtschaft, Fintech, Bildung, Verwaltung und Gesundheit.
2015 war Belliger Themenpatin für „Digitale Gesundheit“ beim deutschen  Bundesministerium für Bildung und Forschung (BMBF).

## Publikationen

### Herausgeberschaft
- Mit David J. Krieger: Gesundheit 2.0. Das ePatienten Handbuch. transcript Verlag, Bielefeld 2014, ISBN 978-3-8376-2807-4.
- Mit David J. Krieger: Ritualtheorien: Ein einführendes Handbuch. 5. Auflage. Springer VS, Wiesbaden 2013, ISBN 978-3-531-19499-8.
- Mit David J. Krieger: ANThology: Ein einführendes Handbuch zur Akteur-Netzwerk-Theorie. transcript Verlag, Bielefeld 2006, ISBN 3-89942-479-4.

### Monographien
- Mit David J. Krieger: Hacking Digital Ethics. Anthem Press, London – New York 2021, ISBN 9781785277375
- Mit David J. Krieger: Network Publicy Governance – On Privacy and the Informational Self. transcript Verlag, Bielefeld 2018, ISBN 978-3-8376-4213-1.
- Mit David J. Krieger: Organizing Networks – An Actor-Network Theory of Organizations. transcript Verlag, Bielefeld 2016, ISBN 978-3-8376-3616-1.
- Mit David J. Krieger: Interpreting Networks – Hermeneutics, Actor-Network Theory & New Media. transcript Verlag, Bielefeld 2014, ISBN 978-3-8376-2811-1.

## Auszeichnungen
- 1999: Förderpreis „NETS New Entrepreneurs in Science & Technology“ der Gebert Rüf Stiftung
- 2018: gewählt unter die „Top 100 Women in Business“